# Aphypia maculata
Aphypia maculata är en insektsart som beskrevs av Synave 1959. Aphypia maculata ingår i släktet Aphypia och familjen vedstritar. Inga underarter finns listade i Catalogue of Life.